# Мыльнянка Гаусскнекта
Мыльнянка Гаусскнекта (лат. Saponaria haussknechtii) — вид цветковых растений рода Мыльнянка (лат. Saponaria). Редкое растение, встречается в горах Албании и Греции.

## Ботаническое описание
Стебли 50 см высотой. Листья супротивные, верхние ленцетовидные, располагаются на коротких черешках, в то время как нижние, имеющие форму от ланцетовидных до продолговатых, сидят на длинных черешках. Цветки относительно крупные, собраны в рыхлое соцветие. Их цветоножки делятся надвое на концах побегов. Цветет в июле-сентябре.